# Reconhecimento diplomático
Reconhecimento diplomático  no direito internacional público é um ato político unilateral, com consequências legais domésticas e internacionais, no qual um país reconhece um ato ou estatuto de outro Estado ou governo. O reconhecimento pode ser conferido como de facto ou de jure, geralmente por um documento do governo reconhecedor.
Outras coisas que podem ser reconhecidas incluem a ocupação ou anexação de território, ou direitos de beligerante de um dos lados em um conflito. Este último não significa que o reconhecedor considera reconhecido um Estado.

## Reconhecimento limitado
Diversas entidades geopolíticas mundiais não possuem um reconhecimento geral internacional, mas desejam ser reconhecidos como estados soberanos. O grau de controle de facto que essas entidades exercem sobre os territórios que reivindicam varia.
A maior parte são regiões subnacionais com uma identidade nacional ou étnica própria que se "secessionaram" (ou se separaram) de seu Estado originário, e portanto são comumente chamados de estados "secessionistas". Algumas destas entidades são, internamente, protetorados autogovernados que desfrutam de proteção militar e representação diplomática informal no exterior através de outro Estado para prevenir reincorporação forçada aos seus Estados originais.
Note que a palavra "controle" se refere ao controle sobre a área ocupada, não ocupação da área reivindicada. Países não reconhecidos podem ser separados daqueles que possuem total controle sobre os territórios reivindicados (como, por exemplo, a República da China) e aqueles que somente possuem controle parcial (como os Tamil Eelam). A grande diferença é que no primeiro, os governos de jure das áreas em questão possuem pouca ou nenhuma influência nas áreas em questão, enquanto no último eles podem ter graus variantes de controle, e podem providenciar serviços essenciais ao povo que vive nestas áreas.